# Parque natural de las Lagunas Glaciares de Neila
Las lagunas de Neila son un conjunto de lagos formados en unos circos glaciares rodeados de picos de unos 2000 metros de altura. Están situadas al sur de la sierra de la Demanda y al oeste del parque natural de la Laguna Negra y los Circos Glaciares de Urbión, en el sureste de la provincia de Burgos (Castilla y León, España). Se accede a ellas desde la cercana localidad de Neila, así como desde Quintanar de la Sierra.

## Descripción
Espectacular rosario de lagunas de origen glaciar que se desgranan a los pies de La Campiña: Negra, Cascada, Tejera, Haedillo, Larga, Pardillas, Patos y Brava son las principales.
El parque natural fue declarado por la Ley 12/2008, de 9 de diciembre. Incluye no solo las lagunas glaciares, sino todo el término municipal de Neila, que presenta una gran variedad de ecosistemas.
En 2009 se inauguró la Casa del Parque en la iglesia de San Miguel, que fue rehabilitada para ello.

## Antecedentes

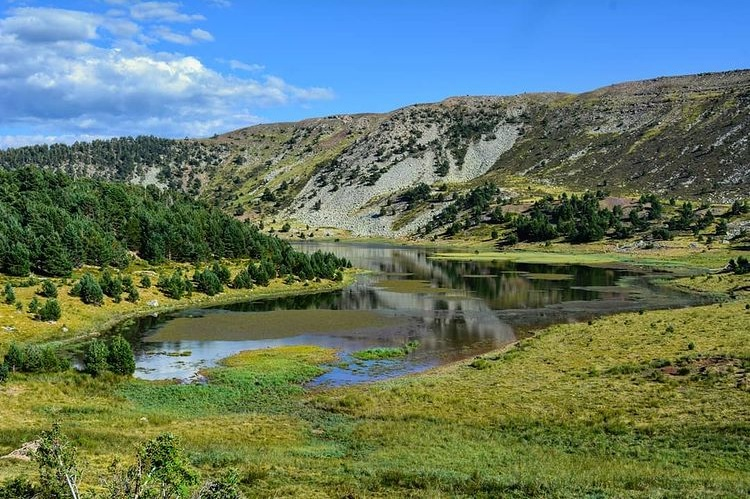
Laguna Larga de Neila, situada a una altitud de 1890 m

Hasta el final de la década de 1960, las Lagunas Altas de Neila eran un espacio poco transitado debido a su inaccesibilidad. La zona era aprovechada por los rebaños de ganado menor, trashumantes en aquella época.

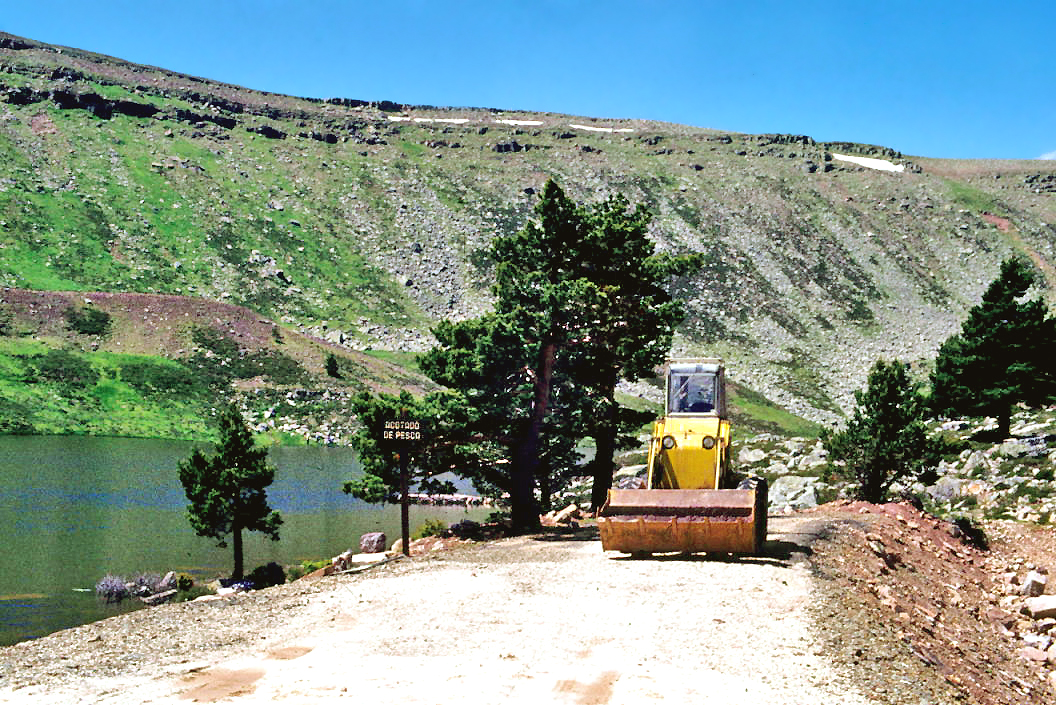
Labores de acondicionamiento del terreno junto a la laguna Larga en la década de 1970

Entre 1969 y 1972 se desarrolló el proyecto de transformación del complejo glaciar para su uso turístico y de pesca intensiva. Algunas consecuencias de este proyecto fueron la alteración de morrenas, desmontes, creación de diques y construcción de caminos en un entorno hasta entonces muy poco transitado. Este trabajo, entendible dentro del contexto desarrollista de la época y exitoso en sus fines, tuvo un claro efecto negativo desde el punto de vista ecológico.
Los materiales inadecuados utilizados en el paramento de los diques fueron fuente de problemas estructurales desde los primeros años. El riesgo cierto de colapso de algunos diques, junto con la voluntad de renaturalización de un paraje tan singular, se tradujo en la ejecución de las obras realizadas entre 2001 y 2002. Se restituyen parcialmente los relieves característicos del modelado glaciar, y se elimina totalmente el dique de la Laguna Corta y se rebajan los de la Laguna Larga y la Laguna de la Cascada.

«... Camino de Neila, apenas dejado Quintanar, nace el camino que serpentea hasta la Laguna Negra, impresionante concha de agua, hija de la nieve de los picachos superiores, a 1915 m, de altitud. Es una tentación para la pesca y la natación... El paisaje es netamente alpino, de montes arremolinados, valles ocultos y el pinar vistiendo el horizonte..»
 Fray Valentín de la Cruz

## Laguna de la Cascada

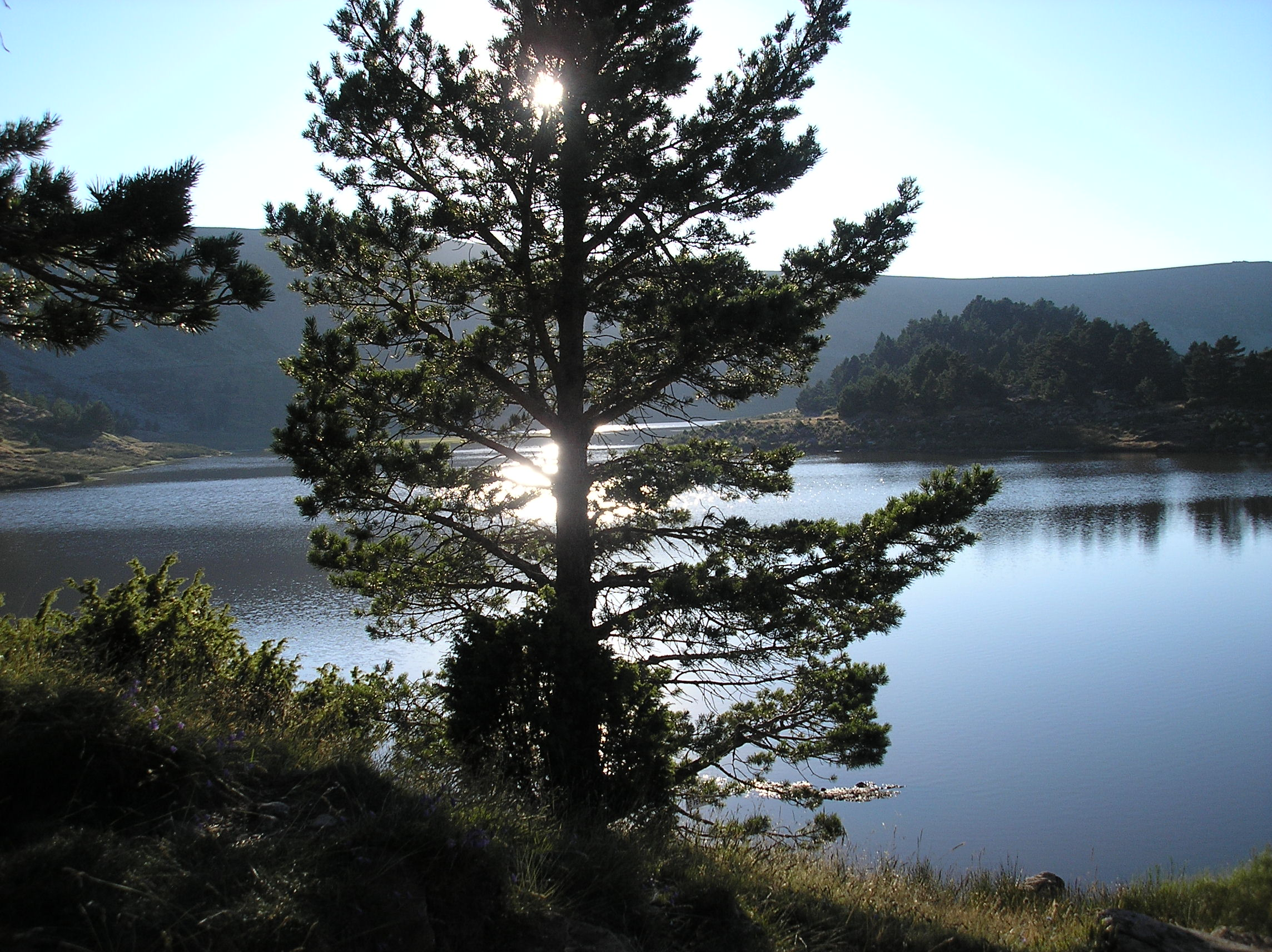
Vista al atardecer

Es la de más baja cota, 1690 m sobre el nivel del mar. Su origen hay que buscarlo en la erosión glaciar hace poco más de 10 000 años, cuando las grandes masas de hielo que cubrían casi todas las cumbres del Sistema Ibérico dejaron a su paso sobre las duras rocas jurásicas los conglomerados, areniscas y ortocuarcitas que forman la sierra de Neila. Al lado de la laguna se conserva un refugio piramidal y un poco más abajo un antiguo merendero. En la laguna y sus alrededores se pueden ver animales tan interesantes como el tritón palmeado (Triturus helveticus), el tritón jaspeado (Triturus marmoratus), la trucha o el desmán pirenaico.

## Laguna Negra
Está situada en la parte alta del espacio natural, encima del circo de la laguna de la Cascada y al lado de la laguna Larga, a unos 1900 m sobre el nivel del mar. Se considera la laguna más importante del espacio natural, conjuntamente con la laguna de la Cascada. Al lado de tal laguna se conserva una pequeña casita de agentes forestales que controlaban la pesca.

## Deporte
La Vuelta a Burgos es una competición ciclista que se celebra todos los años a mediados de agosto y que suele tener el ascenso a las Lagunas de Neila como final de la etapa más decisiva de la ronda burgalesa. Desde 1985 hay una etapa que termina aquí y en 2008 la organización de la carrera tomó la decisión de acabar la Vuelta a Burgos aquí. Desde aquella edición (con excepción del año 2014) son las lagunas de Neila, y su puerto de categoría especial con rampas del 17%, las que acogen la última etapa. 
En las lagunas de Neila también tuvo final la decimosexta etapa de la Vuelta a España 1998, con victoria de José María Jiménez.